# Mikel Úriz
Mikel Úriz Ancizu (Pamplona, Navarra, 19 de julio de 1989) es un baloncestista español. Con una altura de 1,82 metros, su posición natural en la cancha es la de base. Es el hermano del también jugador de baloncesto Ricardo Úriz. Actualmente forma parte de la plantilla del Club Ourense Baloncesto de la Liga LEB Oro.

## Biografía
Es considerando un base con una dilatada experiencia en Liga LEB y con el que llegó a debutar en Liga ACB en las filas del Bilbao Basket, en las temporadas (2009-2010) y (2010-2011).
Más tarde comenzaría una largo recorrido en equipos de Liga LEB, pasando por Fundación Adepal, Basket Navarra, CB Clavijo y CB Valladolid.
En la temporada 2014-15, fue considerado el mejor base de la categoría LEB Oro con una media de 10'8 puntos, 4'8 asistencias, 3'1 rebotes y 14'1 de valoración por partido. Estos números le sirvieron para estar en el quinteto ideal de la categoría, siendo el máximo asistente de la competición.
En 2015 firma por el Palma Air Europa, equipo en el que permanece dos temporadas rindiendo a un excelente nivel. Así, en 2015/16 firmó 12.9 puntos y casi 5 asistencias por partido, para reducir ligeramente su rendimiento en 2016/17 hasta 9.4 puntos y 3.7 asistencias.
Tras dos años en las filas del equipo balear, ficha en 2017 por el Real Betis Energía Plus debutando así en la Liga ACB, siendo cortado por el club andaluz al final de temporada 2017-18 en la que promedió 4.2 puntos y 1.9 asistencias en casi 15 minutos por partido.
Disputa la temporada 2018/19 con el STB Le Havre, equipo de la NM1 (tercera división) francesa, registrando unos promedios de 10.4 puntos y 5.2 asistencias.
En verano de 2019, regresa a España para jugar en las filas del Delteco GBC, equipo con el que consiguió el ascenso a la liga ACB aportando 5’5 puntos y 4 asistencias por encuentro.
En julio de 2020, se convierte en nuevo jugador del Club Ourense Baloncesto de la Liga LEB Oro.

## Trayectoria deportiva
- CD Ardoi (2005-2006)
- Marín Peixe Galego (2006-2007)
- Estudiantes de Lugo (2007-2009)
- CB Santurtzi. (2009-2010). Juega dos partidos con el Bilbao Basket en ACB.
- CB Santurtzi. (2010-2011). Disputa un partido con el Bilbao Basket en ACB.
- Fundación Adepal Alcázar (2011)
- Basket Navarra Club (2011-2012)
- CB Clavijo (2012-2013)
- Club Baloncesto Valladolid (2014-2015)
- Palma Air Europa  (2015-2017)
- Real Betis Energía Plus (2017-2018)
- Saint Thomas Basket Le Havre (2018-2019)
- Delteco GBC (2019-2020)
- Club Ourense Baloncesto (2020-)